# مایرلینگ

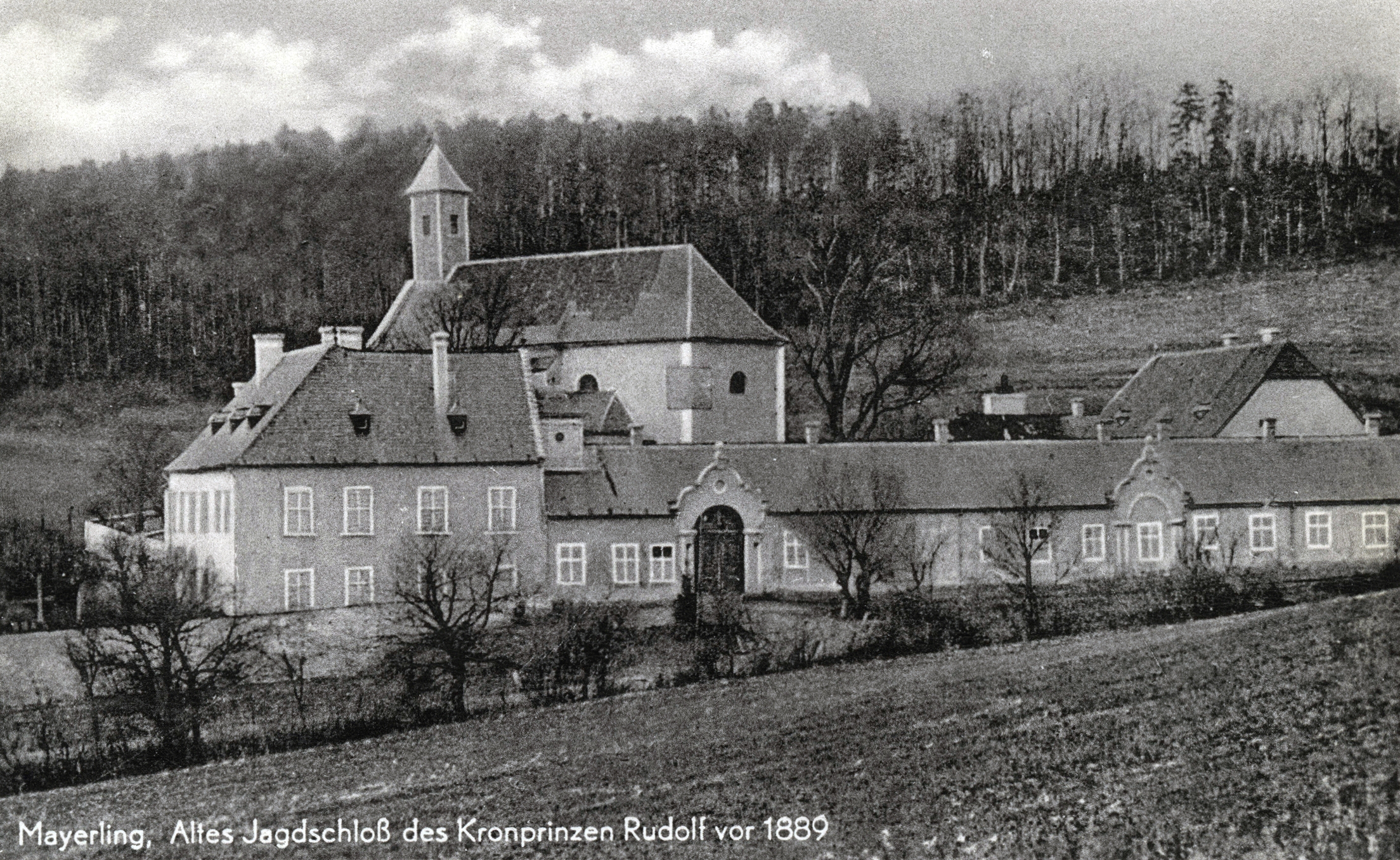
کلبهٔ شکار مایرلینگ که در آن جسد رودلف و وتسرا پیدا شد - تصویر ۱۸۸۹

مایرلینگ (به آلمانی: Mayerling) یک روستای کوچک در نیدراسترایش متعلق به شهرداری الند در ناحیه بادن با جمعیت بالغ بر ۲۰۰ نفر است.

## حادثهٔ مایرلینگ
در ۳۰ ژانویه ۱۸۸۹، ولیعهد رودولف، تنها فرزند امپراتور فرانتس یوزف و ملکه الیزابت، وارث تاج پادشاهی اتریش-مجارستان در کلبهٔ شکار مایرلینگ به همراه معشوقهٔ خود، بارونس مری وتسرا، خودکشی کرد. اینکه دقیقاً چه اتفاقی افتاده، ناشناخته است. 